# Nkongsamba

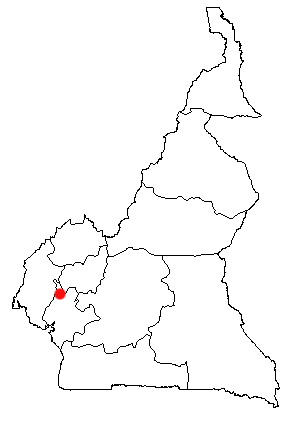
Nkongsambas läge i Kamerun.

Nkongsamba är en stad i sydvästra Kamerun, och ligger i regionen Littoral. Folkmängden uppgick till 104 050 invånare vid folkräkningen 2005. Viktiga näringar i staden är odling av bananer, kaffe och oljepalmer.